# 敵は本能寺にあり
敵は本能寺にあり（てきはほんのうじにあり）は、戦国時代から安土桃山時代の武将・明智光秀が本能寺の変の際に発したとされる言葉をもととした慣用句。
主君の織田信長より、備中で毛利と交戦中の羽柴秀吉を支援するよう命じられ、丹波亀山城を発った光秀の軍勢は、討つべき敵は本能寺にいる信長であるとして、そのまま進路を東にとって京都の本能寺に向かった。この言葉はその際に発せられた言葉とされているが、同時代史料には光秀の言葉とされるものは残っておらず、後世に創作された言葉であると考えられている。光秀がその意志を示すシーンの代表的なものとして、多くの小説や映画・ドラマなどのフィクションで使用されている。
そこから転じて、本当の目的は別にあることを指す慣用句となり、本当の目的を隠して行動する「敵本主義（てきほんしゅぎ）」などという略語ともなった。

## 編纂物による言及
- 寛永18年（1641年）に成立したとされる林羅山の『織田信長譜』では、大江山の出来事として「光秀曰敵在本能寺於是衆始知其有叛心（光秀曰く、敵は本能寺にあり。これに於いて衆はその叛心有るを知る）」[2]という記述がある。
- 元禄年間（1688年 - 1704年）成立の軍記物『明智軍記』では「敵は四条本能寺・二条城にあり」と述べたとされる。
- 文政9年（1826年）完成の頼山陽の『日本外史』では光秀が桂川を渡る際に「吾敵在本能寺矣（吾が敵は本能寺に在り）」と述べた[3]。この言葉が広く知られるようになったのは、この頼山陽の記述によるものである[1]。